# Ligue des champions de l'AFL Europe 2023
 (janvier 2024).
 (janvier 2024).
La mise en forme du texte ne suit pas les recommandations de Wikipédia : il faut le « wikifier ».
Les points d'amélioration suivants sont les cas les plus fréquents :
- Les titres sont pré-formatés par le logiciel. Ils ne sont ni en capitales, ni en gras.
- Le texte ne doit pas être écrit en capitales (les noms de famille non plus), ni en gras, ni en italique, ni en « petit »…
- Le gras n'est utilisé que pour surligner le titre de l'article dans l'introduction, une seule fois.
- L'italique est rarement utilisé : mots en langue étrangère, titres d'œuvres, noms de bateaux, etc.
- Les citations ne sont pas en italique mais en corps de texte normal. Elles sont entourées par des guillemets français : « et ».
- Les listes à puces sont à éviter, des paragraphes rédigés étant largement préférés. Les tableaux sont à réserver à la présentation de données structurées (résultats, etc.).
- Les appels de note de bas de page (petits chiffres en exposant, introduits par l'outil «  Source ») sont à placer entre la fin de phrase et le point final[comme ça].
- Les liens internes (vers d'autres articles de Wikipédia) sont à choisir avec parcimonie. Créez des liens vers des articles approfondissant le sujet. Les termes génériques sans rapport avec le sujet sont à éviter, ainsi que les répétitions de liens vers un même terme.
- Les liens externes sont à placer uniquement dans une section « Liens externes », à la fin de l'article. Ces liens sont à choisir avec parcimonie suivant les règles définies. Si un lien sert de source à l'article, son insertion dans le texte est à faire par les notes de bas de page.
- La présentation des références doit suivre les conventions bibliographiques. Il est recommandé d'utiliser les modèles {{Ouvrage}}, {{Chapitre}}, {{Article}}, {{Lien web}} et/ou {{Bibliographie}}. Le mode d'édition visuel peut mettre en forme automatiquement les références.
- Insérer une infobox (cadre d'informations à droite) n'est pas obligatoire pour parachever la mise en page.

Pour une aide détaillée, merci de consulter Aide:Wikification.
Si vous pensez que ces points ont été résolus, vous pouvez retirer ce bandeau et améliorer la mise en forme d'un autre article.
 (janvier 2024).
Navigation
Édition précédente Édition suivante
La Ligue des champions de l'AFL Europe 2023 (anglais : 2023 AFL Europe Champions League) était la 7e édition de la Ligue des champions de l'AFL Europe, le championnat continental masculin du football australien en Europe.
Les Belfast Redbacks ont remporté la Grande Finale, la première fois qu'une équipe nord-irlandaise remporte un titre international dans ce sport.

## Équipes qualifiées

### Cartes
| \| Berlin Cardiff Copenhague Édimbourg Genève Londres Ouest Norrtälje Oslo Paris Sesvete Vienne Belfast Mid Ulster Amsterdam Waterland \| Carte de localisation des clubs qualifiés |
| Berlin Cardiff Copenhague Édimbourg Genève Londres Ouest Norrtälje Oslo Paris Sesvete Vienne Belfast Mid Ulster Amsterdam Waterland                                                 |

## Phase des groupes
| Poules                                                                                        | Poules | Poules                                                                                        |
| Poule A                                                                                       | Poule B | Poule C                                                                                       |
| --------------------------------------------------------------------------------------------- | --- | --------------------------------------------------------------------------------------------- |
| - Amsterdam Devils - Geneva Jets - Mid-Ulster Scorpions - Norrtälje Dockers - Paris Cockatoos | - Belfast Redbacks - Cardiff Panthers (en) - Copenhagen Barracudas - Vienna Galahs - West London Wildcats (en) | - Berlin Crocs (en) - Edinburgh Bloods - Oslo Crows - Sesvete Double Blues - Waterland Eagles |

## Finales

### Demi-Finales
|              |                    |        |                         |                  |         |
|              | Demi-Finales       |        |                         |                  |         |
| 1 avril 2023 | Belfast Redbacks   | a v.   | Berlin Crocodiles       | Parc du Trembley | Rapport |
| 1 avril 2023 | Paris Cockerels 17 | v. par | West London Wildcats 41 | Parc du Trembley | Rapport |
|              |                    |        |                         |                  |         |

### Grand Final
|              |                  |        |            |                  |         |
|              | Grand Final      |        |            |                  |         |
| 1 avril 2023 | Londres Ouest 27 | v. par | Belfast 39 | Parc du Trembley | Rapport |
|              |                  |        |            |                  |         |